# Solenopsis mameti
Solenopsis mameti är en myrart som beskrevs av Horace Donisthorpe 1946. Solenopsis mameti ingår i släktet eldmyror, och familjen myror. Inga underarter finns listade i Catalogue of Life.

## Bildgalleri

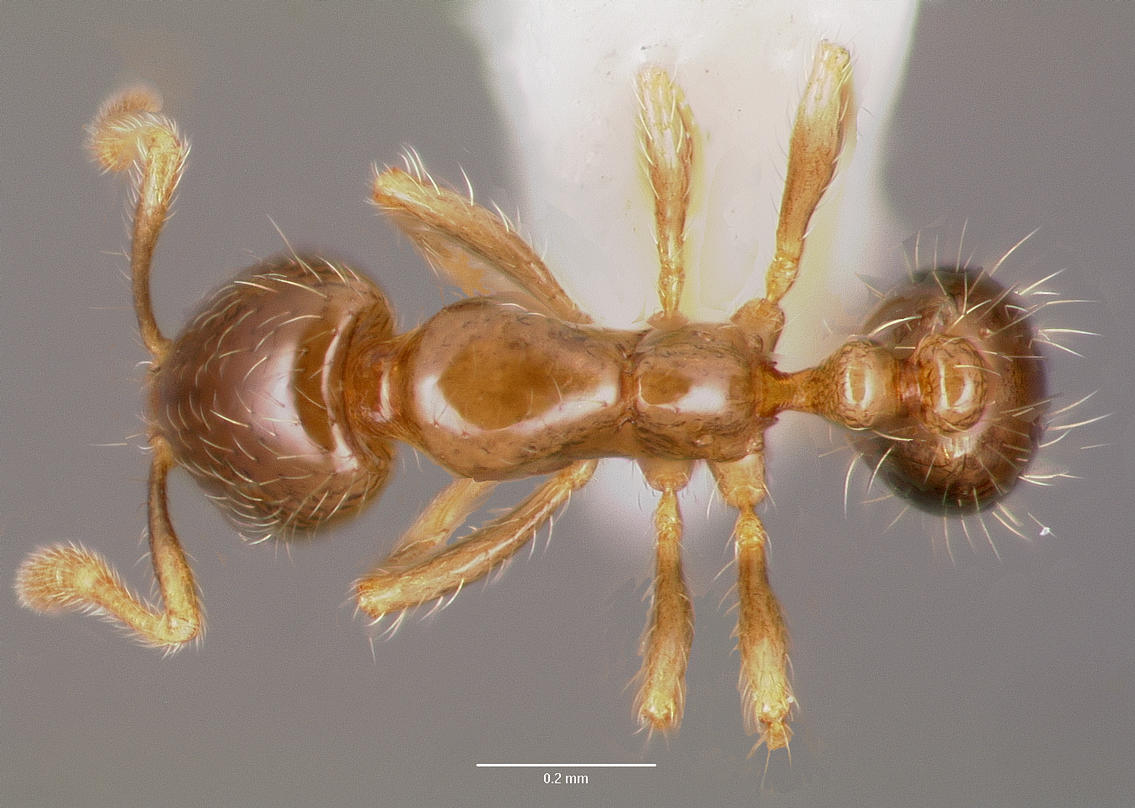
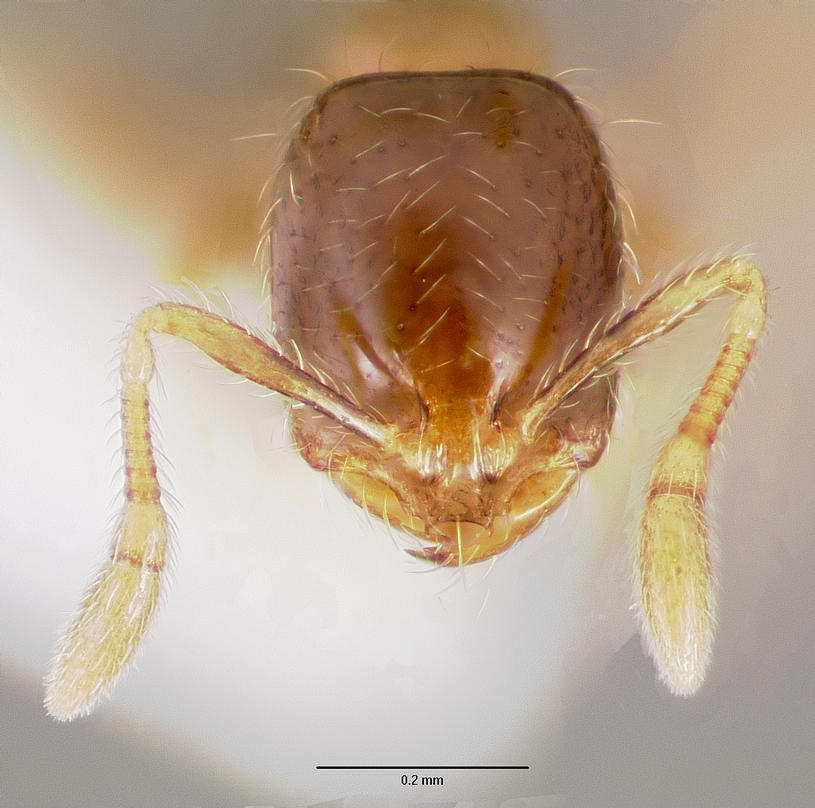
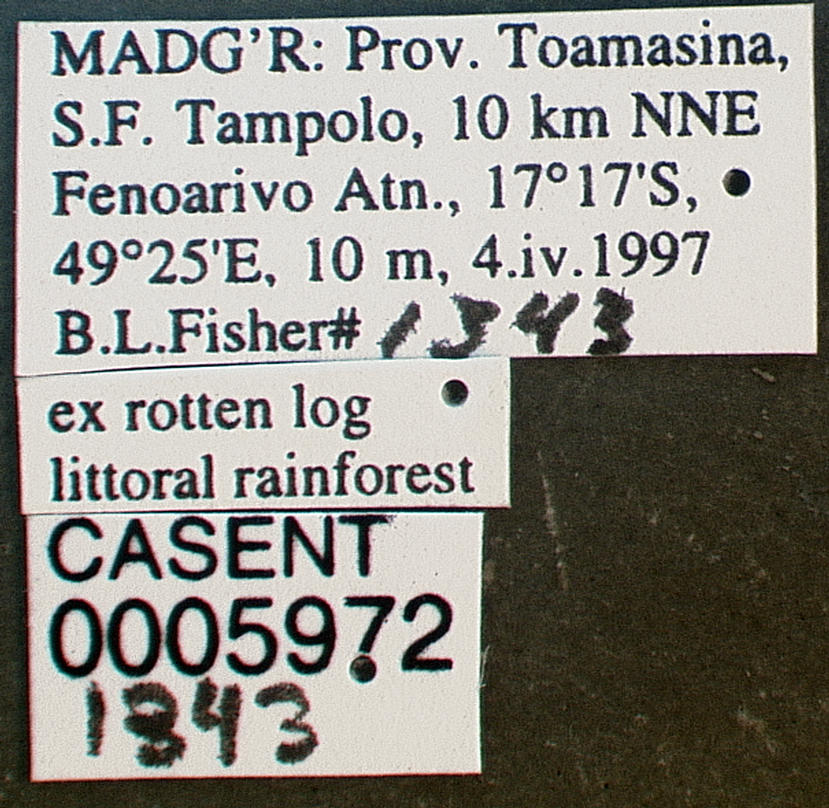
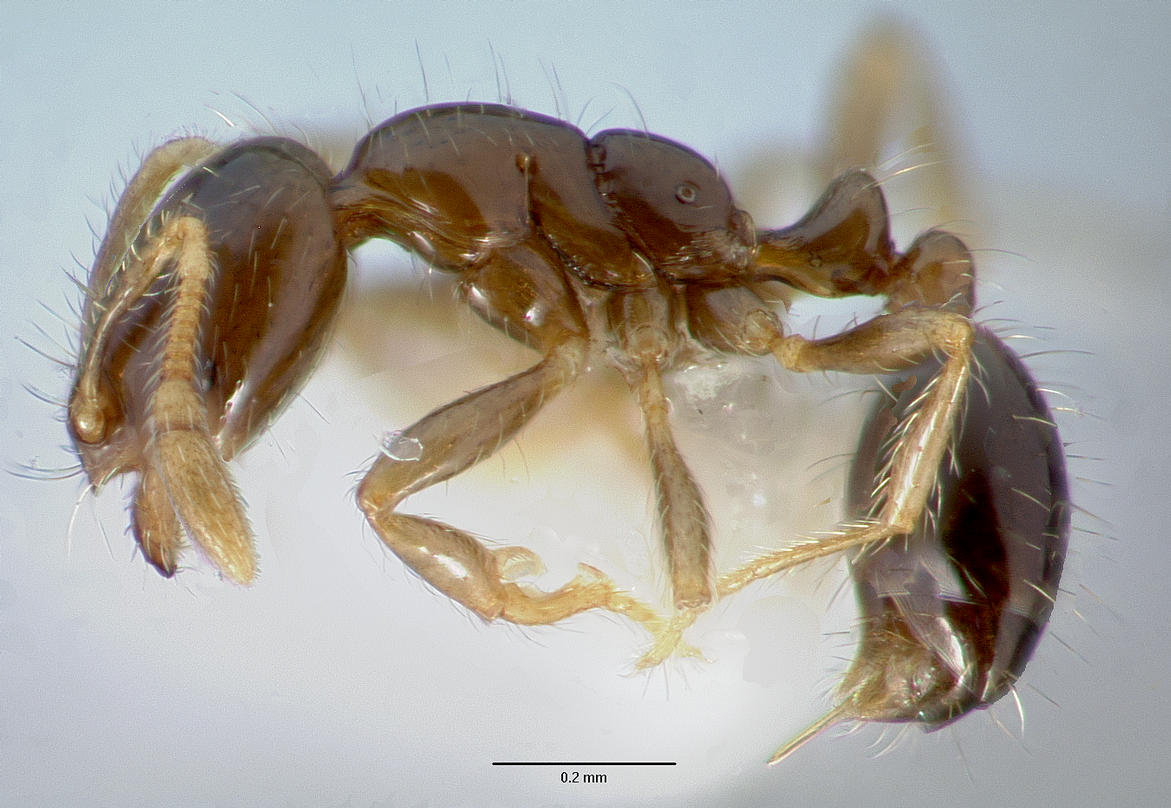
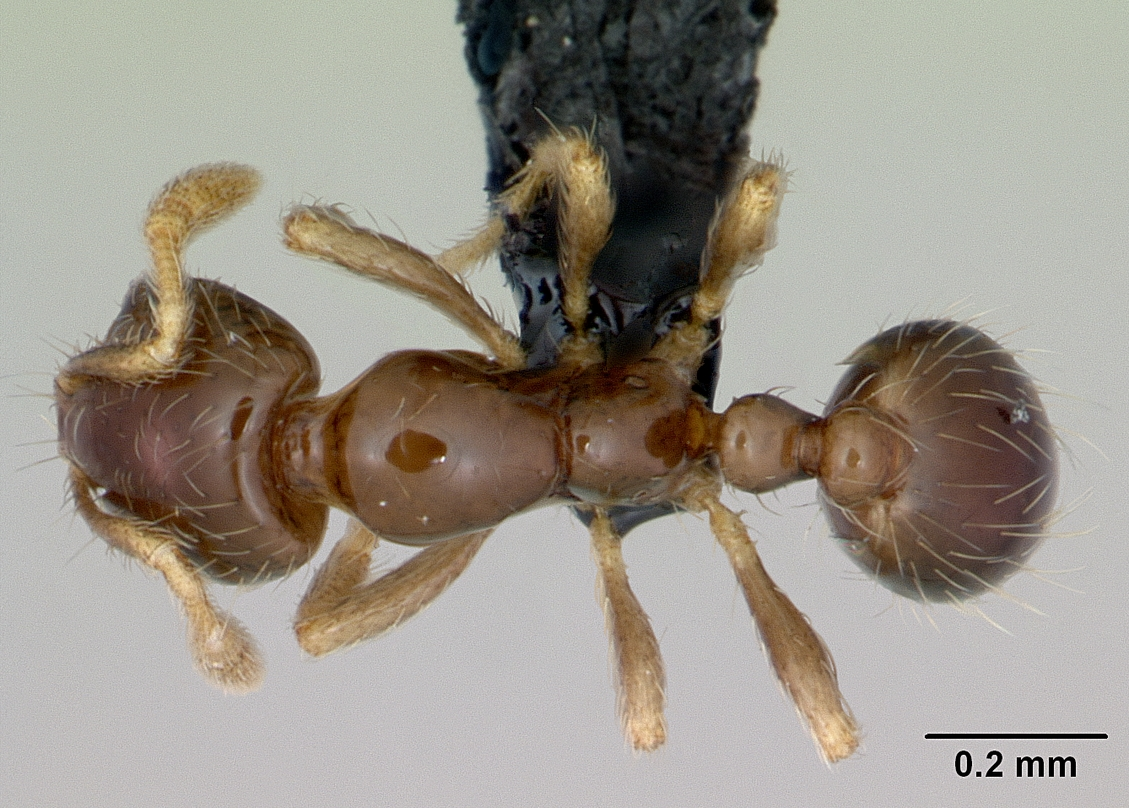
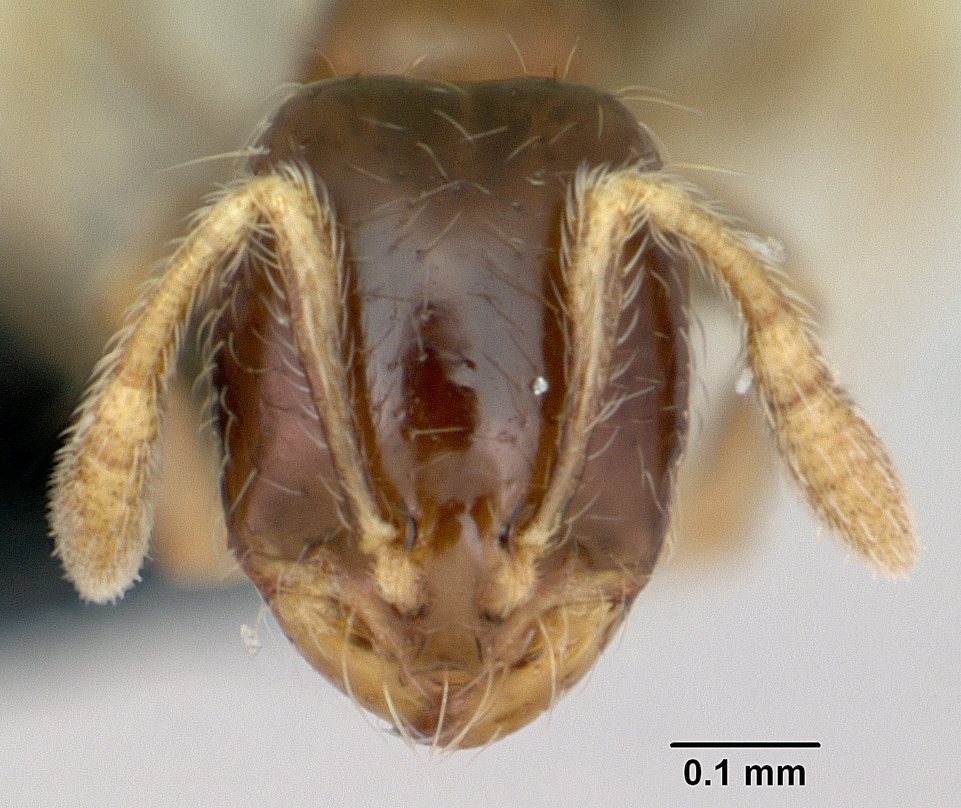